# Manoir de Taehtvere
Le manoir de Taehtvere (en estonien : Tähtvere mõis, en allemand : Techlefer) est un bâtiment d'architecture néogermanique qui a été construit à l’emplacement d’un ancien manoir à Taehtvere. Il fait aujourd’hui partie de l’université de Tartu en Estonie.

## Historique
Le domaine a été mentionné en 1515 et appartenait alors à l’évêque de Dorpat (aujourd’hui Tartu). Il est donné par la reine Christine de Suède en 1637 au maréchal de la cour Åke Axelsson, mais il repasse à la couronne au moment de la « Grande réduction » de la fin du XVIIe siècle. Après la grande guerre du Nord, la Suède cède la province à la Russie et l’impératrice Anne concède le domaine à Jakob Balk, et ensuite Élisabeth au général Roumiantsev. Il passe en 1774 au comte Peter von Sievers, puis à son fils Johann et ensuite à l’assesseur de collège Carl Gustav von Krüdener. Il est acheté en 1785 par le général Alexandre Guillemot de Villebois (1716-1781) et sa fille Anne-Hélène (1738-1799), qui était l’épouse du baron Budberg en hérite en 1781, puis il passe à ses neveux. Le dernier propriétaire de la famille, Woldemar Johann Guillemot de Villebois (1791-1834) le vend en 1819 pour 145 000 roubles, somme considérable, au baron Adolph Heinrich von Wulf (1865-1843) qui possédait déjà, avant d’en acquérir d’autres, des dizaines de domaines (représentant près de 300 000 hectares) dans les gouvernements de Livonie et d’Estland. Le domaine reste dans la famille jusqu’en 1919, lorsque le nouveau gouvernement estonien du pays devenu indépendant expulse les propriétaires d’origine allemande. Son dernier propriétaire à y demeurer fut le baron Adolph Emil von Wulf. Celui-ci transforme le manoir néoclassique construit en 1820-1830 en un petit château de style néogermanique entre 1908 et 1910.
Le château nationalisé appartient ensuite à l’institut vétérinaire de l'université de Tartu. C’est toujours un bâtiment dépendant de l’université de Tartu. Il a été restauré en 1984.

## Galerie

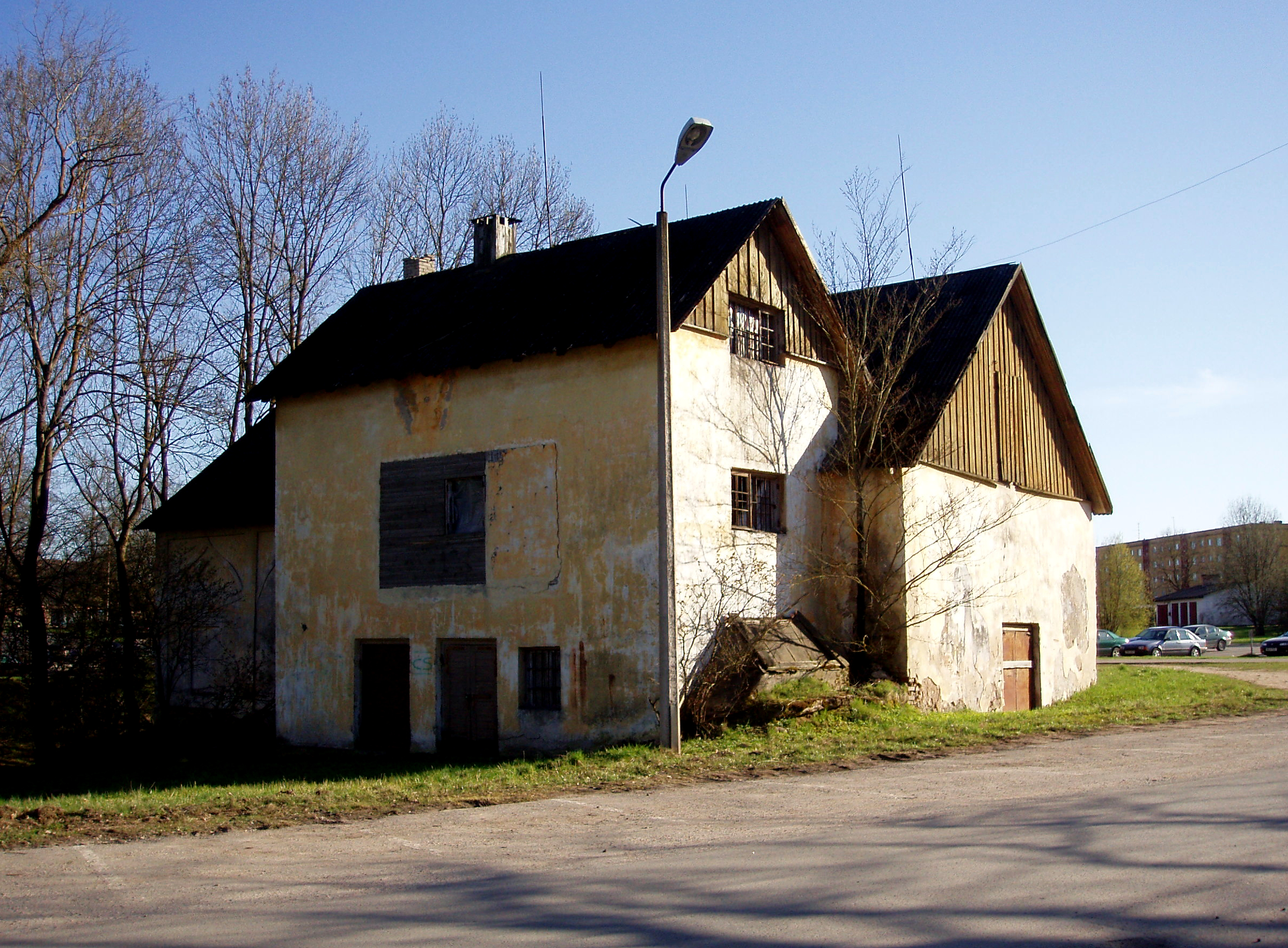
Grange-séchoir du manoir
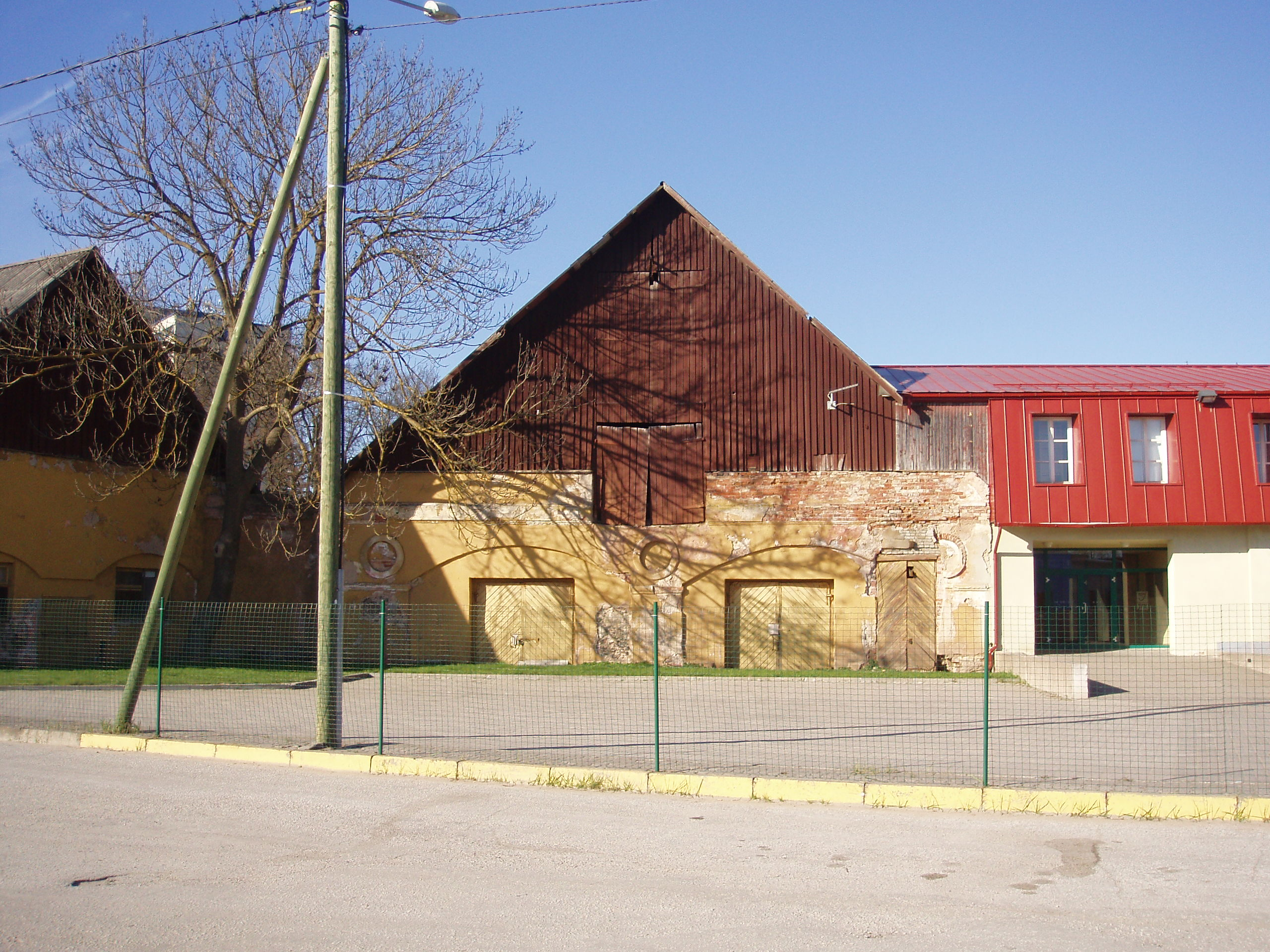
Étable
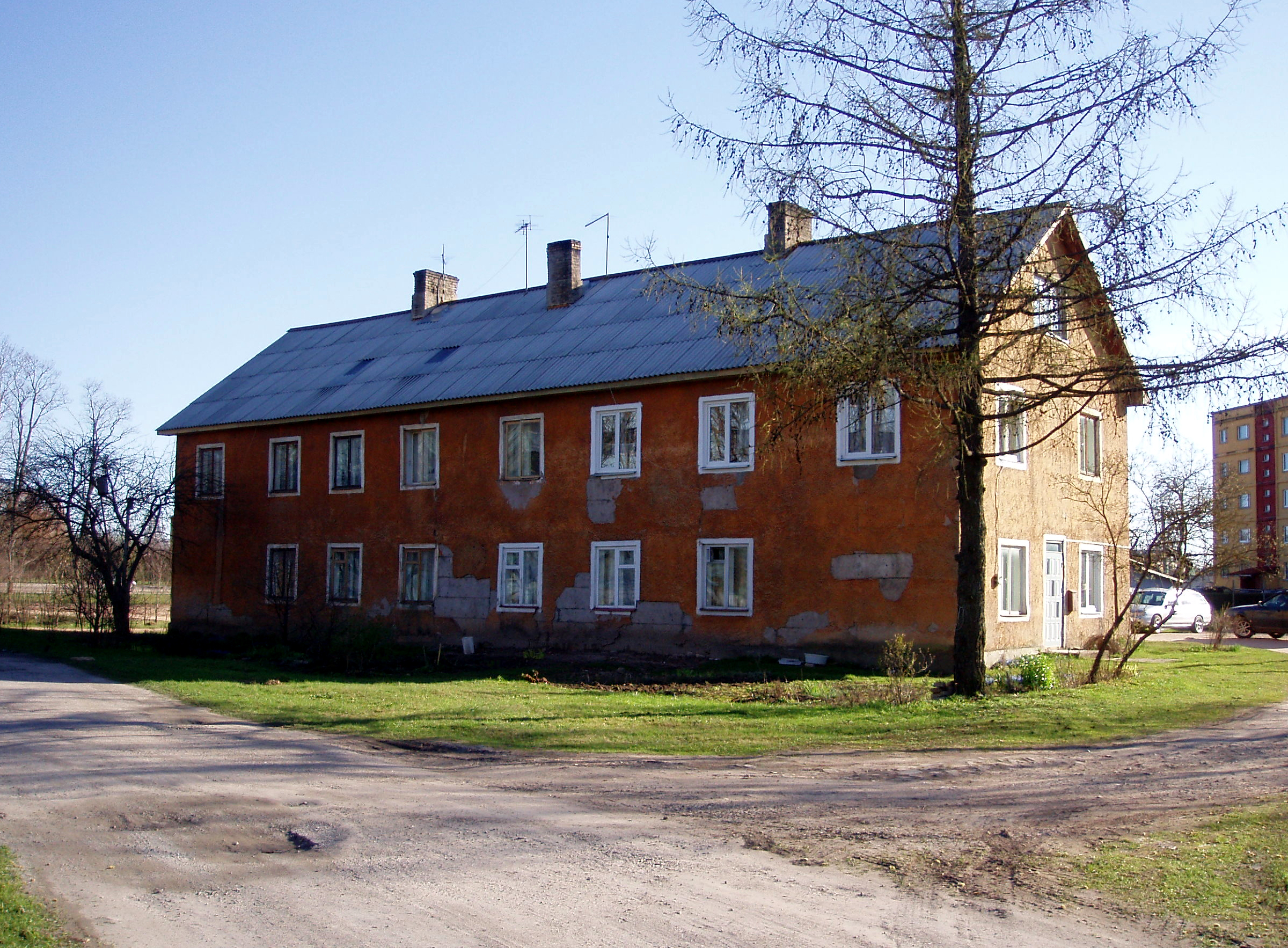
Bâtiment de ferme.
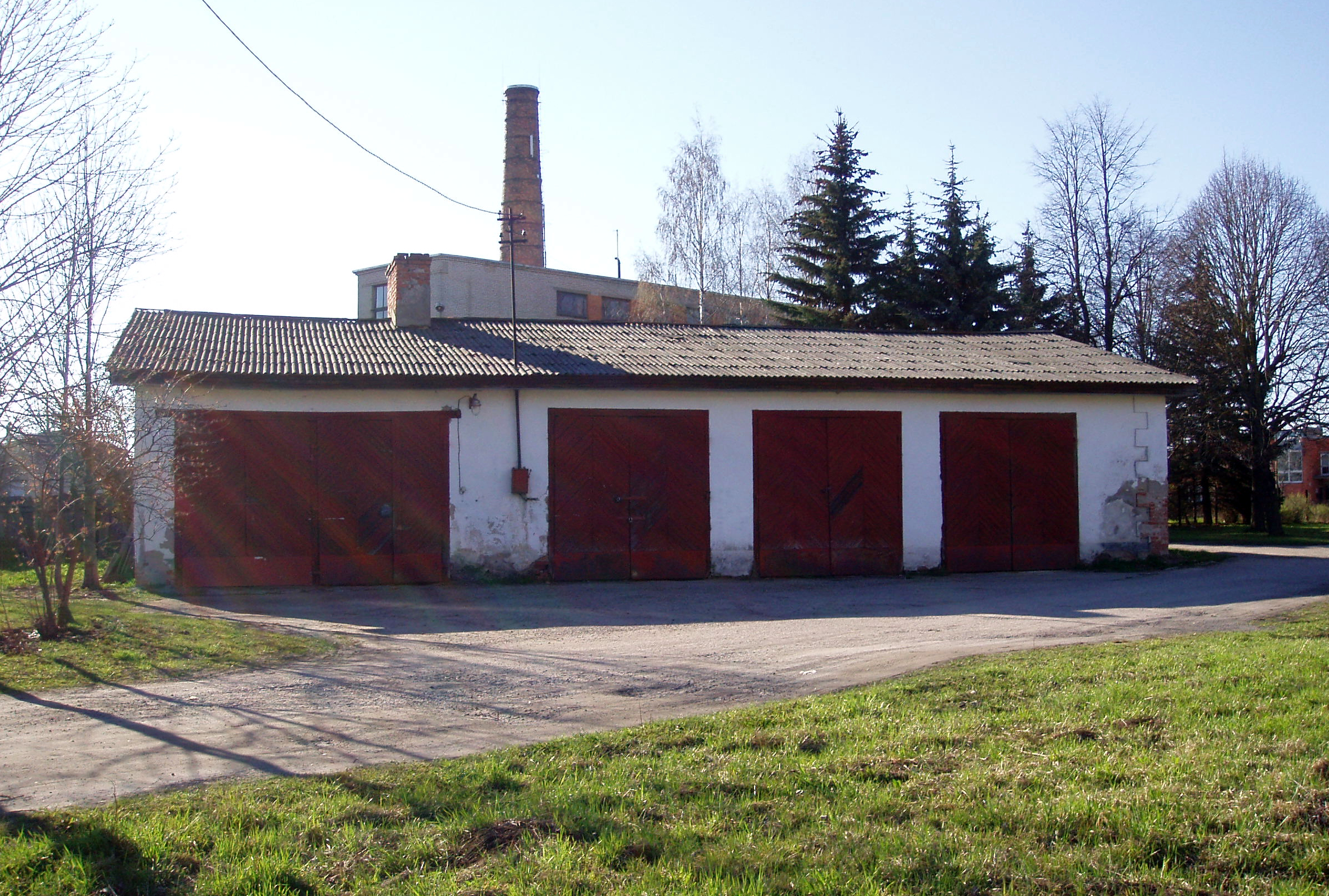
Forge
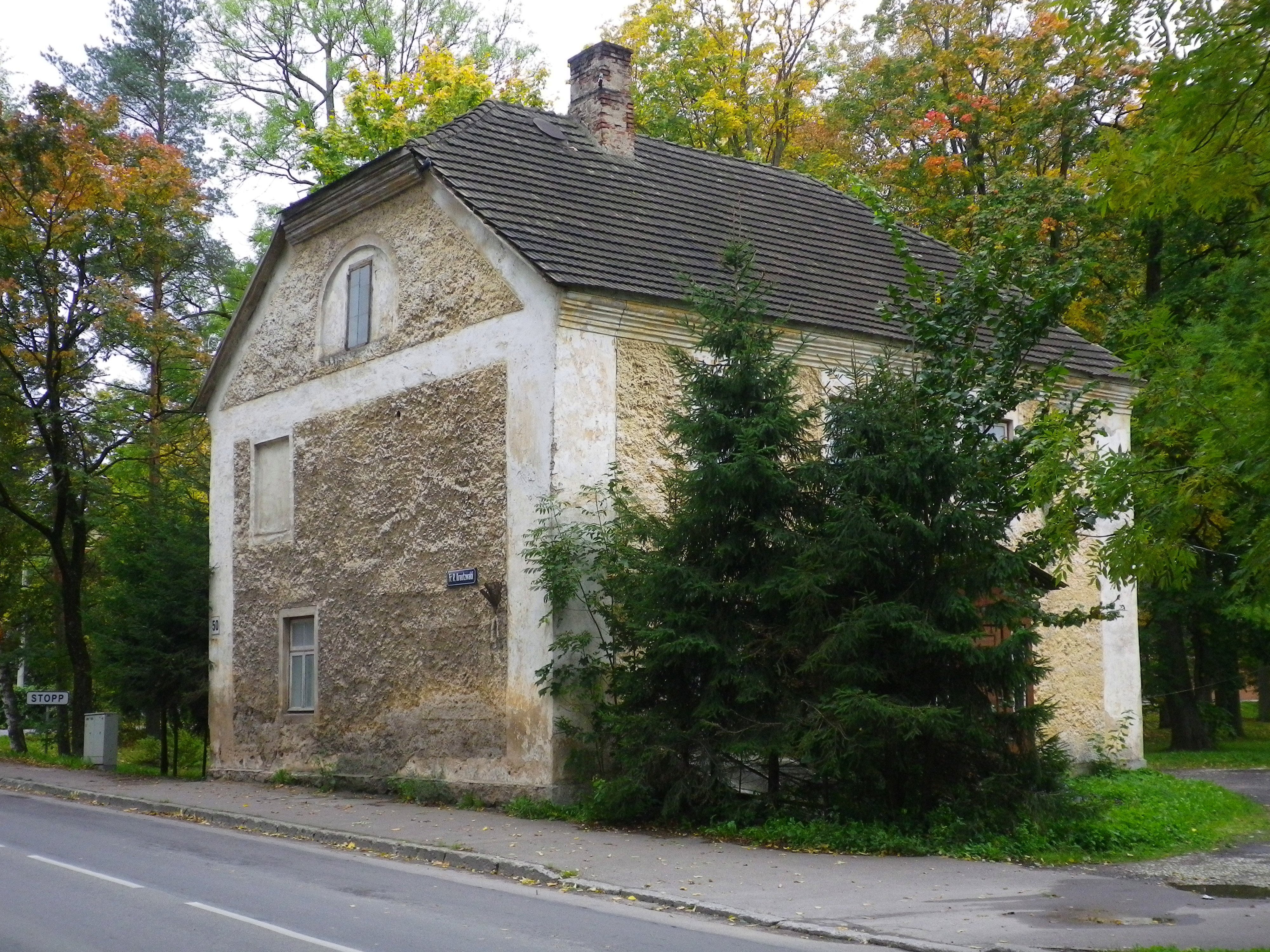
La maison des serviteurs
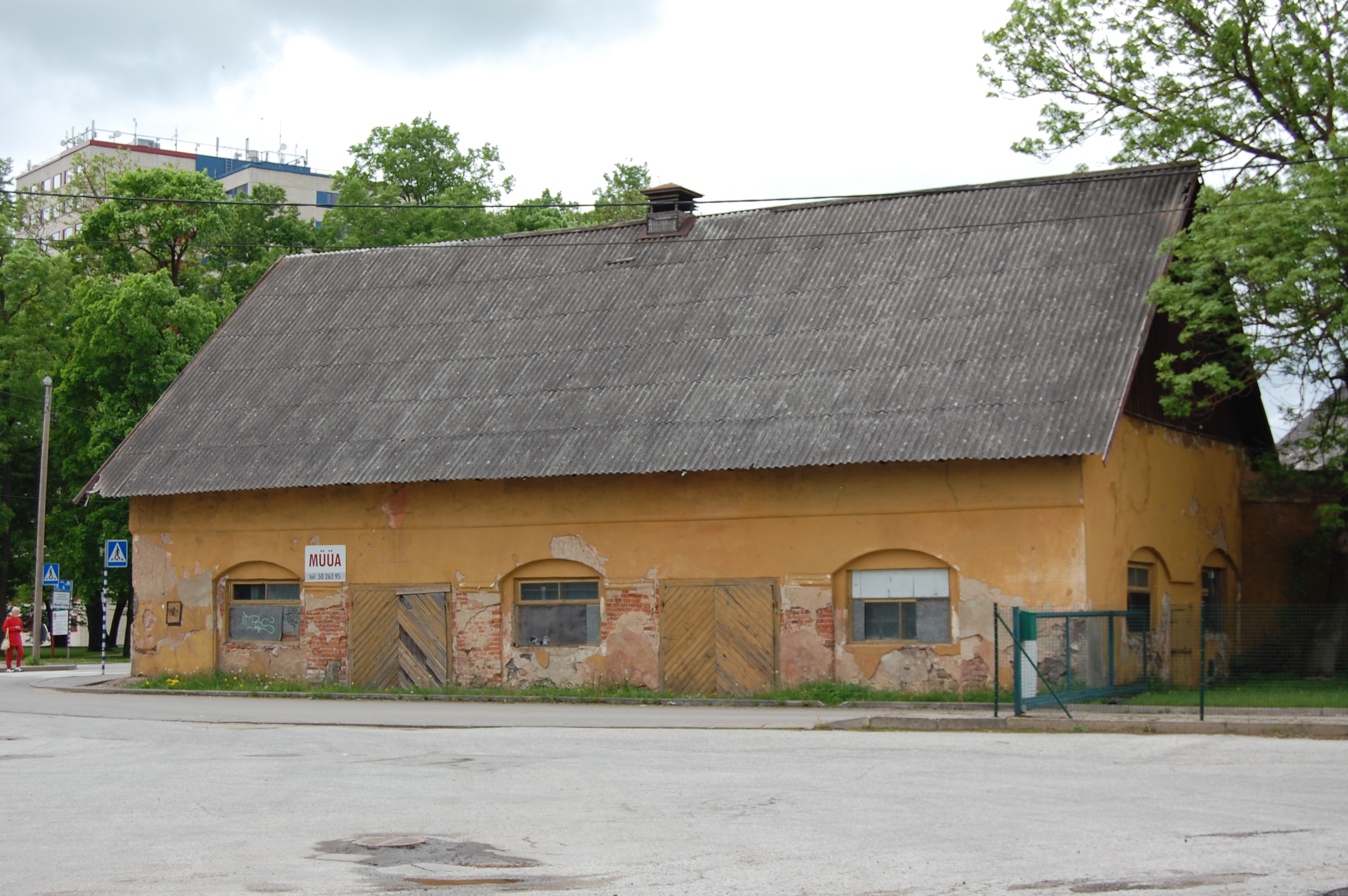
Étable pour petits animaux
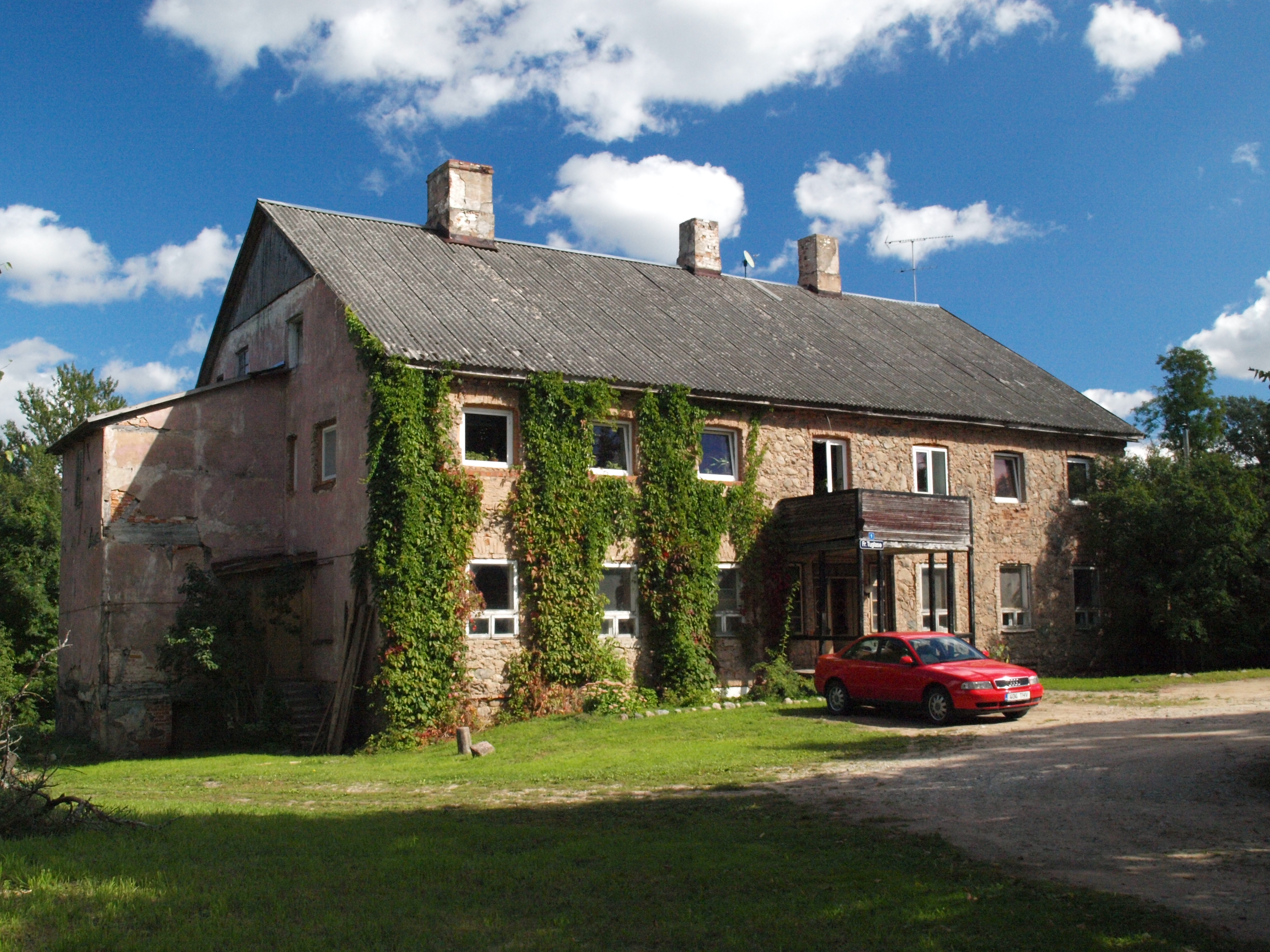
Ancien bâtiment principal

## Source
- (et) Cet article est partiellement ou en totalité issu de l’article de Wikipédia en estonien intitulé « Tähtvere mõis » (voir la liste des auteurs).